# Meerholz
Meerholz ist neben Hailer, Haitz, Höchst und Roth einer der Stadtteile der Kreisstadt Gelnhausen im osthessischen Main-Kinzig-Kreis.

## Geografie

### Geografische Lage
Die Gemeinde liegt am nördlichen Rand des Spessarts, im Kinzigtal und am südöstlichen Rande der Wetterau. Besonders geprägt ist die Lage durch zwei der drei Zeugenberge: den Meerholzer Heiligenkopf, den Niedermittlauer-Heiligenkopf,  etwas weiter östlich schließt sich der Rauenberg an.

### Nachbarorte
Nachbarorte sind – von Norden aus im Uhrzeigersinn – die Stadt Gelnhausen, dann der Stadtteil Hailer, weiter Lützelhausen, ein Ortsteil von Linsengericht, Niedermittlau, ein Ortsteil von Hasselroth, Bernbach im Freigericht und die beiden zu Gründau gehörenden Ortsteile Rothenbergen und Lieblos.
| Gründau       | Lieblos                                     | Gelnhausen   |
|               | Kompassrose, die auf Nachbargemeinden zeigt | Hailer       |
| Niedermittlau | Bernbach                                    | Lützelhausen |

## Geschichte

### Vorzeit und Urgeschichte

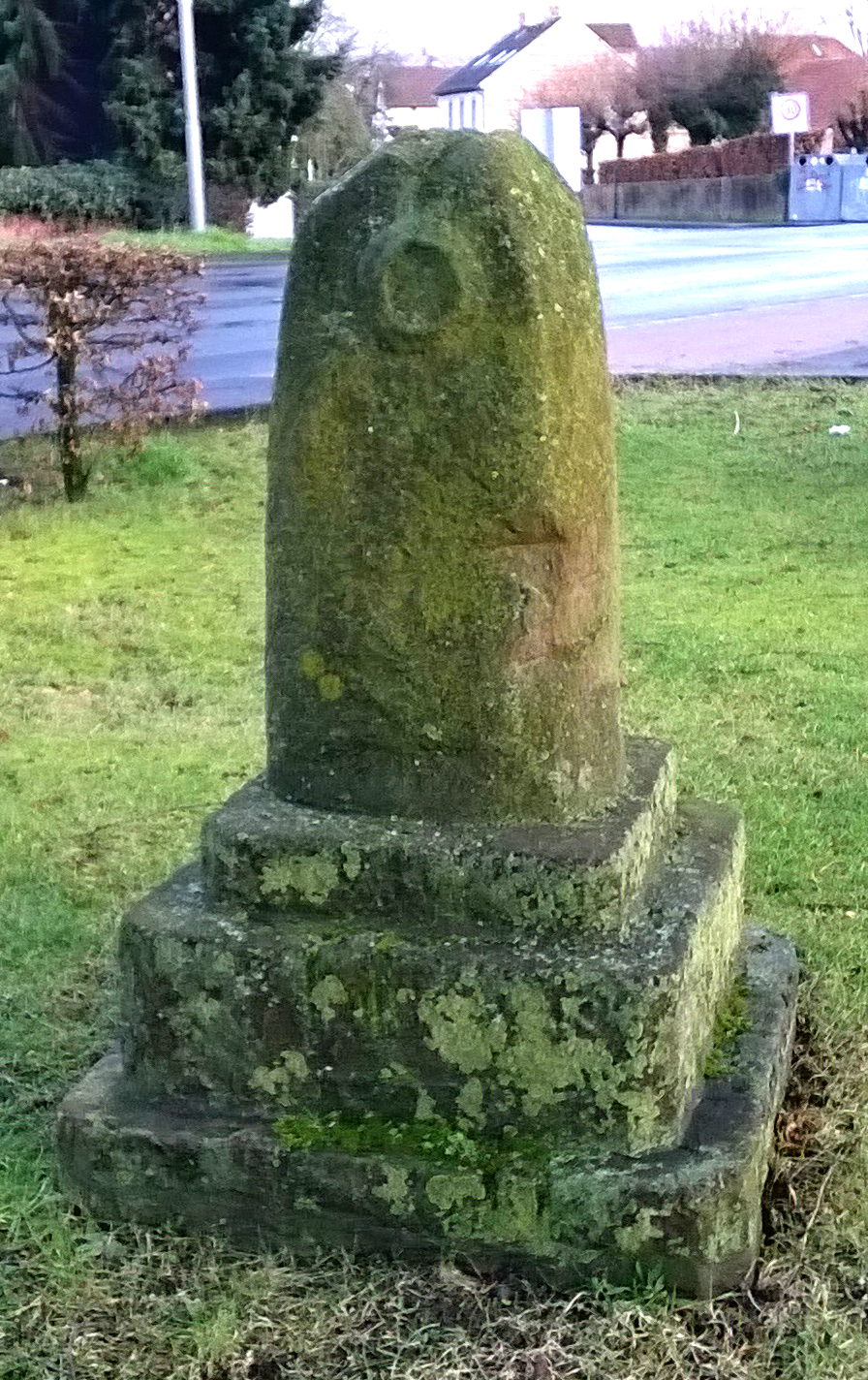
Menhir von Meerholz

Der im August 1929 bei Kanalbauarbeiten gefundene Menhir von Gelnhausen-Meerholz, genannt „Pfortenstein“, ist ein Fund aus der Zeit um 2500 vor Christus, stammt also aus dem späten Neolithikum, der Übergangszeit zur Bronzezeit. Er  ist ein Zeuge für eine sehr frühe Besiedlung des Raumes. Der 1,10 m hohe Sandstein ist härter als lokal gefundener Sandstein. Der nächste Fundort für derartiges Gestein ist Eidengesäß. Da man zur Zeit seiner Gestaltung keine größeren Transportwege in Kauf nahm, stammt er vermutlich auch von dort und wurde dort bearbeitet. „Vielleicht stammt er von einem der Hügelgräber in der Nähe von Meerholz“.
Weitere, in der Nachbarschaft gelegene Orte wie die Wolferburg bei Wächtersbach und keltische Funde im nahen Bad Orb und bei Glauburg verweisen auf eine frühe keltische Besiedlung der Gegend in der Hallstatt- (ab 800 v. Chr.) bzw. Latènezeit (450 bis etwa 0 v. Chr.).

### Mittelalter

#### Ortsname
Die älteste bekannte schriftliche Erwähnung von Meerholz erfolgte im Jahr 1173 unter dem Namen Miroldes in einer Urkunde des Klosters Selbold zu Grenzregelungen zwischen den Brüdern des Klosters Selbold und den Schwestern des Klosters Meerholz.
Weitere Erwähnungen folgten unter den Ortsnamen (in Klammern das Jahr der Erwähnung): Merholdis (1190), Meiroldis (1207), Merolt (1362), Meroldis (1384) und Merlitz (1555).

#### Kloster
Erstmals wird 1173 ein Prämonstratenserinnenkloster in Meerholz erwähnt. 1295 wird die Zahl der Schwestern des Klosters auf 40 beschränkt. 1555 wurde das Kloster Meerholz dem Grafen Anton von Isenburg-Büdingen übergeben, der es aufhob. Ab 1564 wandelten es Graf Georg von Ysenburg, einer der Söhne Graf Antons zu seiner Residenz um. Zum Schloss gehörte eine Kapelle, die aus dem Chorraum der ehemaligen Klosterkirche hervorging. Sie diente 200 Jahre lang, von 1601 bis 1802 als gräfliche Grablege. Ein 10 ha großer, vom isenburgischen Landschaftsgärtner Johannes Bodenbender angelegter Park gehört zum Ensemble des Schlosses. Im Schloss befindet sich heute ein Altenheim und Pflegeheim.

### Neuzeit
Nach einer Reihe von Teilungen des Hauses Isenburg entstand am 23. Juli 1687 die Linie Ysenburg-Büdingen in Meerholz. Dieses reichsunmittelbare Grafengeschlecht bestand von 1687 bis 1929. Nach dem Aussterben der Linie kam der Besitz an das Gesamthaus Ysenburg-Büdingen. Mit der Abschaffung der Adelsprivilegien am 10. April 1919 waren die öffentlichen Funktionen eines Grafenhauses bereits entfallen.
Die Grafschaft Ysenburg-Büdingen-Meerholz, zu der auch ein großer Teil des Büdinger Waldes gehörte, wurde 1806 mediatisiert und war damit, bis 1815, Teil des Rheinbund-Fürstentums Isenburg, dann kam es für ein Jahr zu Österreich. Nach der Teilung der Isenburgischen Lande, Mitte 1816, kam deren südöstliche Teil, das waren das Gericht Gründau und das Gericht Meerholz zum Kurfürstentum Hessen (Hessen-Kassel). Die Ysenburger Grafen wurden damit Standesherren im Großherzogtum Hessen und in Kurhessen und nach der Annexion Kurhessens durch Preußen Mitglieder in der Ersten Kammer des Preußischen Landtags. Meerholz war bis 1932 Sitz des Amtsgerichtes Meerholz.

### Hessische Gebietsreform
Im Zuge der Gebietsreform in Hessen wurde die bis dahin selbständige Gemeinde Meerholz kraft Landesgesetz am 1. Juli 1974 ein Stadtteil von Gelnhausen. Für Meerholz wurde, wie für alle Stadtteile und die Kernstadt von Gelnhausen, ein Ortsbezirk mit Ortsbeirat und Ortsvorsteher nach der Hessischen Gemeindeordnung eingerichtet.

### Weiteres
Vom 1. Januar 2007 bis  zum 30. Juni 2013 war die geografische Mitte der EU exakt bei
50° 10′ 21″ N, 9° 9′ 0″ O im südlichsten Teil von Meerholz: inmitten eines Feldes am Fuße des „Niedermittlauer Heiligenkopfes“. Am 26. Januar 2007 hisste der hessische Europaminister Volker Hoff an der Stelle symbolisch eine Flagge der Europäischen Union. Nach 2013 lag dieser Mittelpunkt im bayerischen Westerngrund.

## Bevölkerung

### Einwohnerentwicklung
Quelle: Historisches Ortslexikon
- 1556: 32 isenburgische Leibeigene
- 1558: 65 Zinspflichtige

| Meerholz: Einwohnerzahlen von 1834 bis 2019 | Meerholz: Einwohnerzahlen von 1834 bis 2019 | Meerholz: Einwohnerzahlen von 1834 bis 2019 | Meerholz: Einwohnerzahlen von 1834 bis 2019 | Meerholz: Einwohnerzahlen von 1834 bis 2019 |
| --- | ------------------------------------------- | ------------------------------------------- | ------------------------------------------- | ------------------------------------------- |
| Jahr |                                             |                                             |                                             | Einwohner                                   |
| 1834 | 1834                                        |                                             | 848                                         | 848                                         |
| 1840 | 1840                                        |                                             | 879                                         | 879                                         |
| 1846 | 1846                                        |                                             | 941                                         | 941                                         |
| 1852 | 1852                                        |                                             | 909                                         | 909                                         |
| 1858 | 1858                                        |                                             | 868                                         | 868                                         |
| 1864 | 1864                                        |                                             | 858                                         | 858                                         |
| 1871 | 1871                                        |                                             | 900                                         | 900                                         |
| 1875 | 1875                                        |                                             | 870                                         | 870                                         |
| 1885 | 1885                                        |                                             | 824                                         | 824                                         |
| 1895 | 1895                                        |                                             | 846                                         | 846                                         |
| 1905 | 1905                                        |                                             | 874                                         | 874                                         |
| 1910 | 1910                                        |                                             | 926                                         | 926                                         |
| 1925 | 1925                                        |                                             | 986                                         | 986                                         |
| 1939 | 1939                                        |                                             | 1.022                                       | 1.022                                       |
| 1946 | 1946                                        |                                             | 1.818                                       | 1.818                                       |
| 1950 | 1950                                        |                                             | 2.030                                       | 2.030                                       |
| 1956 | 1956                                        |                                             | 2.247                                       | 2.247                                       |
| 1961 | 1961                                        |                                             | 2.338                                       | 2.338                                       |
| 1967 | 1967                                        |                                             | 2.653                                       | 2.653                                       |
| 1970 | 1970                                        |                                             | 2.798                                       | 2.798                                       |
| 1980 | 1980                                        |                                             | ?                                           | ?                                           |
| 1990 | 1990                                        |                                             | ?                                           | ?                                           |
| 2000 | 2000                                        |                                             | ?                                           | ?                                           |
| 2007 | 2007                                        |                                             | 3.600                                       | 3.600                                       |
| 2011 | 2011                                        |                                             | 3.555                                       | 3.555                                       |
| 2014 | 2014                                        |                                             | 3.554                                       | 3.554                                       |
| 2019 | 2019                                        |                                             | 3.991                                       | 3.991                                       |
| Datenquelle: Historisches Gemeindeverzeichnis für Hessen: Die Bevölkerung der Gemeinden 1834 bis 1967. Wiesbaden: Hessisches Statistisches Landesamt, 1968. Weitere Quellen: ; Gemeinde Gelnhausen:; Zensus 2011 |                                             |                                             |                                             |                                             |

### Historische Religionszugehörigkeit
Quelle: Historisches Ortslexikon
| • 1885: | 723 evangelische (= 87,74 %), 17 katholische (= 2,06 %), 84 jüdische (= 24,85 %) Einwohner |
| • 1961: | 1725 evangelische (= 73,78 %), 581 katholische (= 24,85 %) Einwohner                       |

## Politik

### Ortsbeirat
Für Meerholz besteht ein Ortsbezirk (Gebiete der ehemaligen Gemeinde Meerholz) mit Ortsbeirat und Ortsvorsteher nach der Hessischen Gemeindeordnung.
Der Ortsbeirat besteht aus neun Mitgliedern. Seit den Kommunalwahlen in Hessen 2021 gehören ihm vier Mitglieder der SPD, zwei Mitglieder der CDU und drei Mitgliedern der BG (Bürger für Gelnhausen) an. Ortsvorsteher ist Klaus Dieter Brune (SPD).
| Ortsbeiratswahl – Kommunalwahlen 2021 | Ortsbeiratswahl – Kommunalwahlen 2021                     |
| --- | --------------------------------------------------------- |
| Stimmverteilung in %Wahlbeteiligung: 50,32 % 6050403020100 41,88 (−12,92)30,01 (+6,21)24,34 (+2,84)3,78 (n. k.) SPDBGbCDUGN+2011Anmerkungen:b Bürger für Gelnhausen | SitzverteilungInsgesamt 9 Sitze - SPD: 4 - BG: 3 - CDU: 2 |

| Partei          | 2011   | Sitze  | 2016   | Sitze  |
| --------------- | ------ | ------ | ------ | ------ |
| SPD             | 58,4 % | 5      | 54,8 % | 5      |
| CDU             | 32,5 % | 3      | 21,5 % | 2      |
| BG              | 5,6 %  | 1      | 23,8 % | 2      |
| Linke           | 3,5 %  | 0      | n.k.   | 0      |
| Wahlbeteiligung | 46,8 % | 46,8 % | 53,4 % | 53,4 % |

### Wappen
| Wappen von Meerholz | Blasonierung: „In einem von rot und weiß geteilten Schild ein spitzer blauer Turmhelm über goldenem Mauerwerk mit zwei schwarzen Schlüsselschießscharten, bekrönt von einem goldenen Hahn.“ |
| Wappen von Meerholz | Das Wappen wurde am 26. April 1954 durch das Hessische Innenministerium genehmigt. |

## Infrastruktur und Wirtschaft

### Verkehrsanbindung

#### Straße
Nördlich von Meerholz verläuft die Bundesautobahn 66 mit der Anschluss AS 43 Gelnhausen-West. Die durch den Ort verlaufende Landesstraße 3483 verbindet Meerholz im Westen mit den Ortsteilen Hailer und Gelnhausen im Nordosten. Die Kreisstraße 904 verbindet nach Norden hin mit Lieblos, einem Ortsteil der Gemeinde Gründau.

#### Bahn
Der südwestlich der Kernstadt Gelnhausen gelegene Ortsteil hat, mit dem Bahnhof Hailer-Meerholz, einen eigenen Anschluss an die Kinzigtalbahn von Frankfurt nach Fulda. Die nächsten behindertengerechten  Einstiegsmöglichkeiten sind der Bahnhof Gelnhausen und der Bahnhof Wächtersbach.

#### Luftverkehr
Nahe bei Meerholz, im Westen der Kernstadt Gelnhausen liegt der Flugplatz Gelnhausen. Er ist für Kleinflugzeuge bis 3,5 Tonnen geeignet. Dort starten und landen sowohl Motorflugzeuge, Hubschrauber und Ultraleichtflugzeuge, als auch Segelflugzeuge.

#### Fahrrad
Es besteht im Nachbarortsteil Höchst Anschluss an den Hessischen Radfernweg R3. Dieser führt als „Rhein-Main-Kinzig-Radweg“ von Rüdesheim nach Tann in der Rhön. In Wächtersbach bindet er an den Vogelsberger Südbahnradweg. Entlang des Vogelsberger Südbahnradwegs wurden etliche Rastplätze mit Informationstafeln eingerichtet.
Am Bahnhof Wächtersbach besteht Anschluss an den Vogelsberger Vulkan Express, einem Fahrradbus. Von Bad Orb über Wächtersbach kommend, verkehrt er entlang des Vulkanradweges, von Anfang Mai bis Ende Oktober an Samstagen, Sonn- und Feiertagen. Die Endhaltestellen der Linie sind Bad Orb und Hoherodskopf. Es gelten die Tarife des Rhein-Main-Verkehrsverbundes.

### Nahverkehr
Ganzjährig verkehren in Meerholz mehrere Buslinien der KVG. Sie schaffen mit den Linien MKK 61 und MKK 62 öffentliche Verkehrsanschlüsse zu allen Ortsteilen der Stadt Gelnhausen und den Nachbarkommunen. Es gilt der Tarif des Rhein-Main-Verkehrsverbundes.

### Freiwillige Feuerwehr
Die Freiwillige Feuerwehr Meerholz wurde 1920 gegründet. 1974 folgte die Jugendfeuerwehr Meerholz. Heute bilden die Freiwilligen Feuerwehren der beiden Gelnhäuser Ortsteile Hailer und Meerholz gemeinsam die Freiwillige Feuerwehr Gelnhausen West.
Die Einsatzabteilung besteht aktuell (2022) aus 70 aktiven Kameraden bzw. Kameradinnen, die Jugendfeuerwehr zählt 16 Personen, die Kindergruppe besteht aus 10 Kindern.
Die Freiwillige Feuerwehr Gelnhausen West hat in der Liebloser Straße 2 einen eigenen Stützpunkt.
Ihre Einsatz- und Gefahrenschwerpunkte sind:
- Gewerbegebiete/Verbrauchermärkte,
- Abfallwirtschaftszentrum des MKK,
- größere Feld- und Waldflächen
- Autobahnabschnitt BAB 66,
- Bahnstrecke Frankfurt–Fulda,
- überörtliche Einsätze (PTLF, RW, SW)[21].

## Kultur

### Bildung

#### Kita Wiesenzwerge
Seit 2021 gibt es in Meerholz die Kita Wiesenzwerge. Dort können bis zu 137 Kinder in sechs Gruppen betreut werden. Die Gruppenstärke beträgt bei Krippengruppen bis zu 12 Kinder, bei Kitagruppen maximal 25 Kinder. Die Kita verfügt über eine eigene Küche ebenso, wie auch über behindertengerechte Sanitärräume.

#### Grundschule
Die Ysenburgschule in Hailer ist die Grundschule für den Einzugsbereich Hailer und Meerholz. Sie ist dreizügig und zählt etwa 250 Schülerinnen und Schüler.

#### Weiterführende Schulen
Meerholz ist, wie alle anderen Ortsteile Gelnhausens mit Buslinien an das Schulzentrum in der Kernstadt angebunden. Dort stehen weiter führende Schulen aller Art zur Verfügung, die z. B. mit dem Grimmelshausen-Gymnasium Gelnhausen bis zum gymnasialen Abschluss hin führen.

### Vereine
Eine Reihe von Vereinen prägen das kulturelle und das gesellschaftliche Leben in Meerholz. Unter ihnen sind:
- Verein für Rasenspiele 1909 Meerholz e. V.
- Turnverein 1890 Meerholz e. V.
- Tennisclub Meerholz e. V.
- Geschichtsverein Meerholz-Hailer
- Meerholzer Kerb e. V.
- Jugendorchester der katholischen Kirche Meerholz-Hailer
- Gesangverein 1845 Meerholz e. V.

### Museen

#### Meerholzer Heimatmuseum
Das Heimatmuseum Meerholz, am alten Rathausturm, wird vom Geschichtsverein Meerholz-Hailer betreut. Es bietet neben der Dauerausstellung auch einzelne zeitlich begrenzte Sonderausstellungen.

#### Papua-Museum
Eine umfangreiche Privatsammlung, mit etwa 800 Objekten informiert über die vielfältigen Kulturregionen Papua-Neuguineas.
Das Museum kann auf Anfrage von Gruppen besucht werden.

## Sehenswürdigkeiten

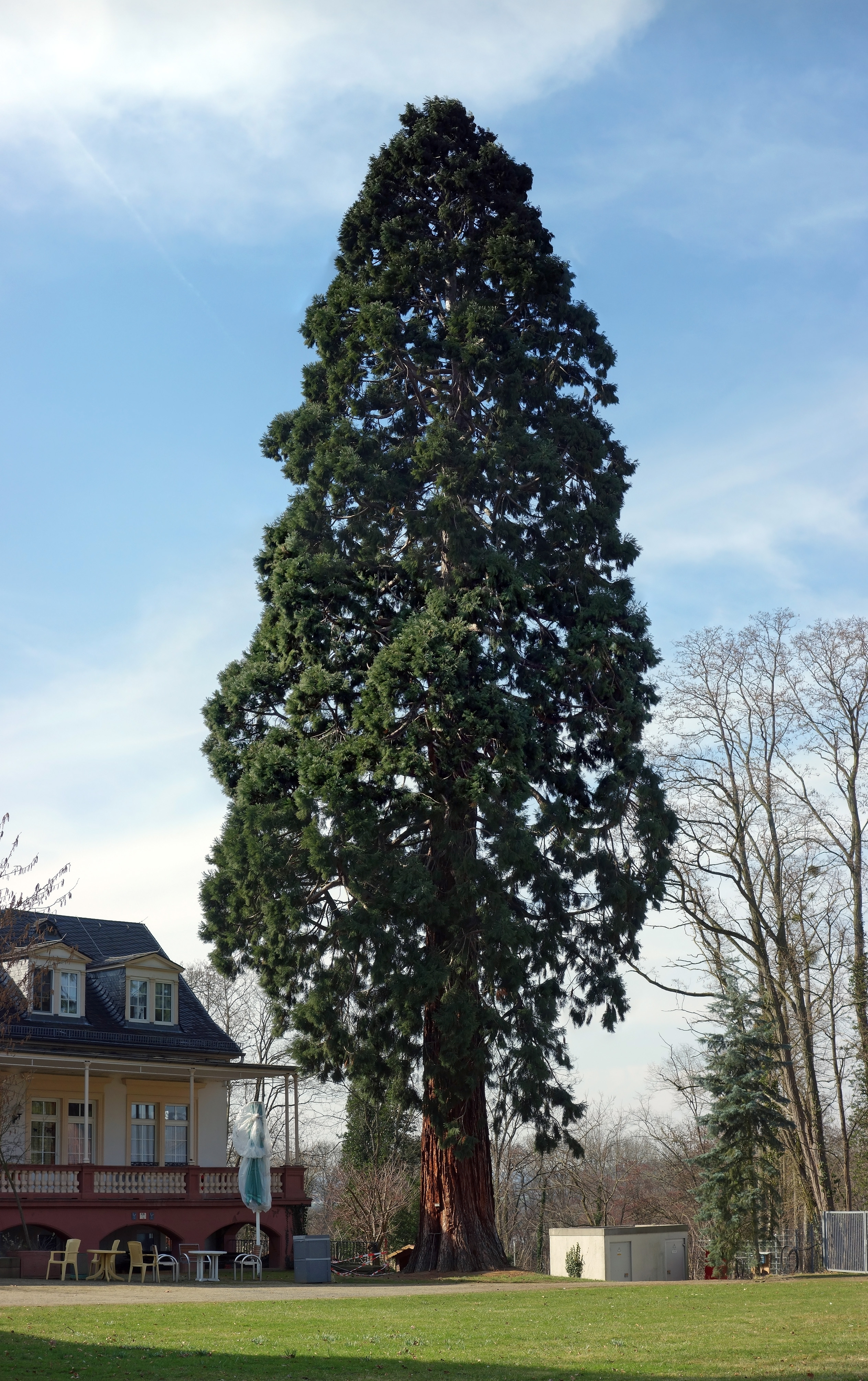
Mammutbaum Meerholz

- Im Nordosten des Ortsbereiches befindet sich das Schloss Meerholz an der Stelle eines ehemaligen Klosters (Umbau nach 1564). Heute befindet sich im Gebäude ein Pflegeheim.
- der größtenteils erhaltene historische Dorfkern mit vielen Fachwerkhäusern sowie der Wehrturm aus der Zeit der Hussitenkriege

- Bekannt ist auch der Mammutbaum Meerholz.

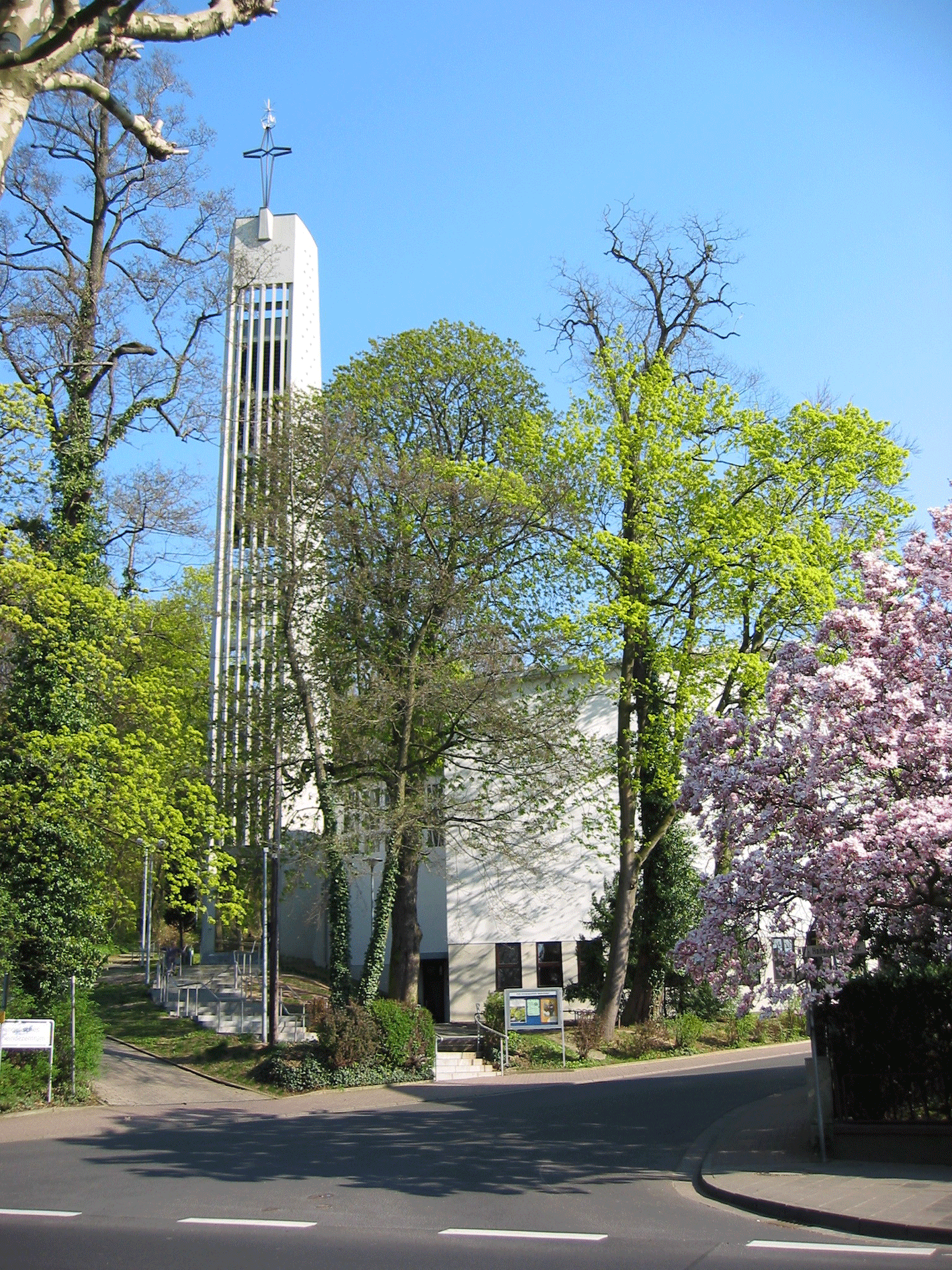
Die Maria-Königin-Kirche
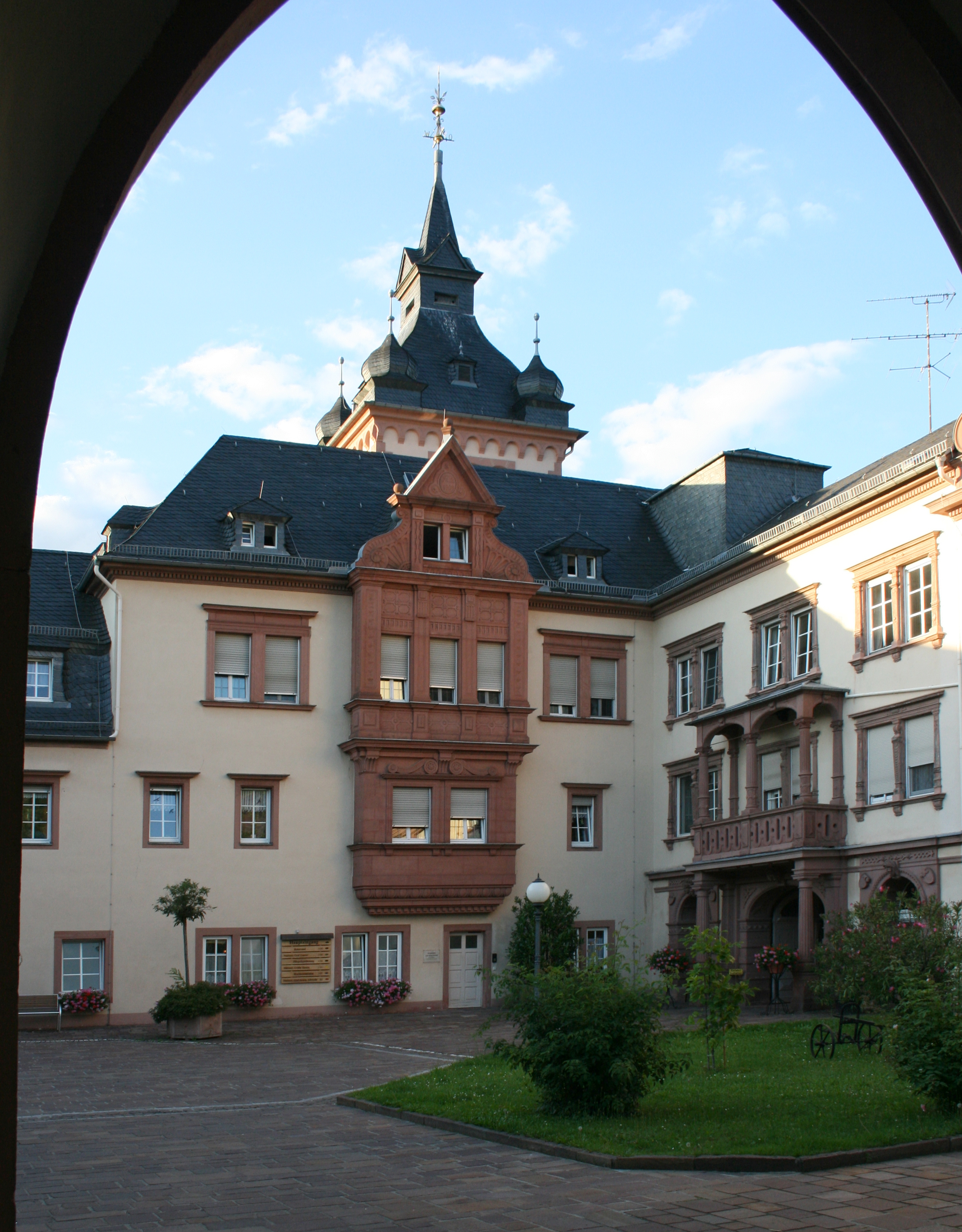
Schloss Meerholz
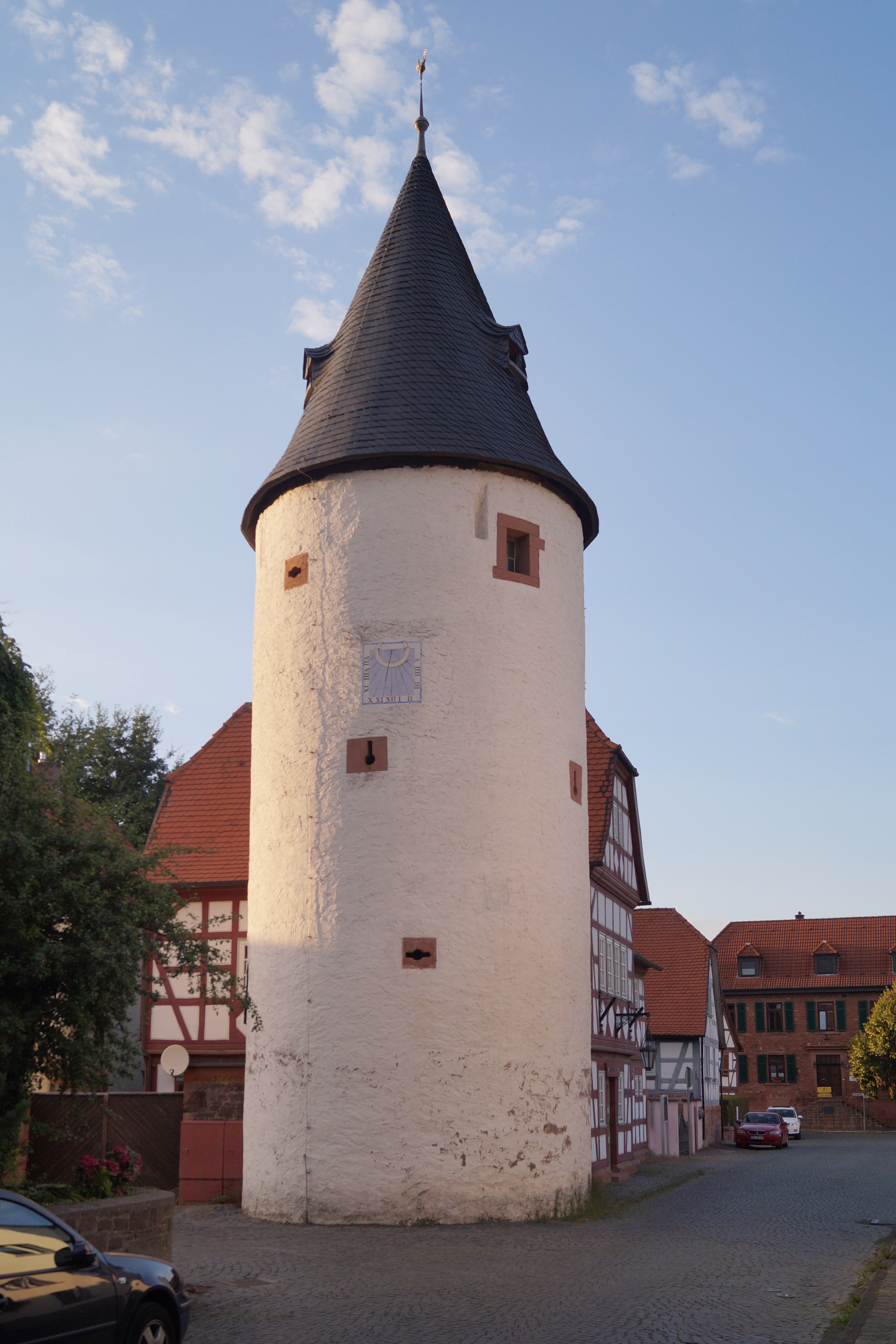
Mittelalterlicher Wehrturm

## Freizeit und Tourismus
Wandern
Der Ort wird umrundet von einem Kulturrundweg des  Archäologischen Spessartprojektes unter dem Namen: „Gelnhausen 2 – Rund um den EU-Mittelpunkt“. Auch wenn der EU-Mittelpunkt zwischenzeitlich verschoben wurde, hat der Weg nichts von seinem Reiz  und reichen Inhalt verloren.

## Persönlichkeiten

### Töchter und Söhne der Gemeinde

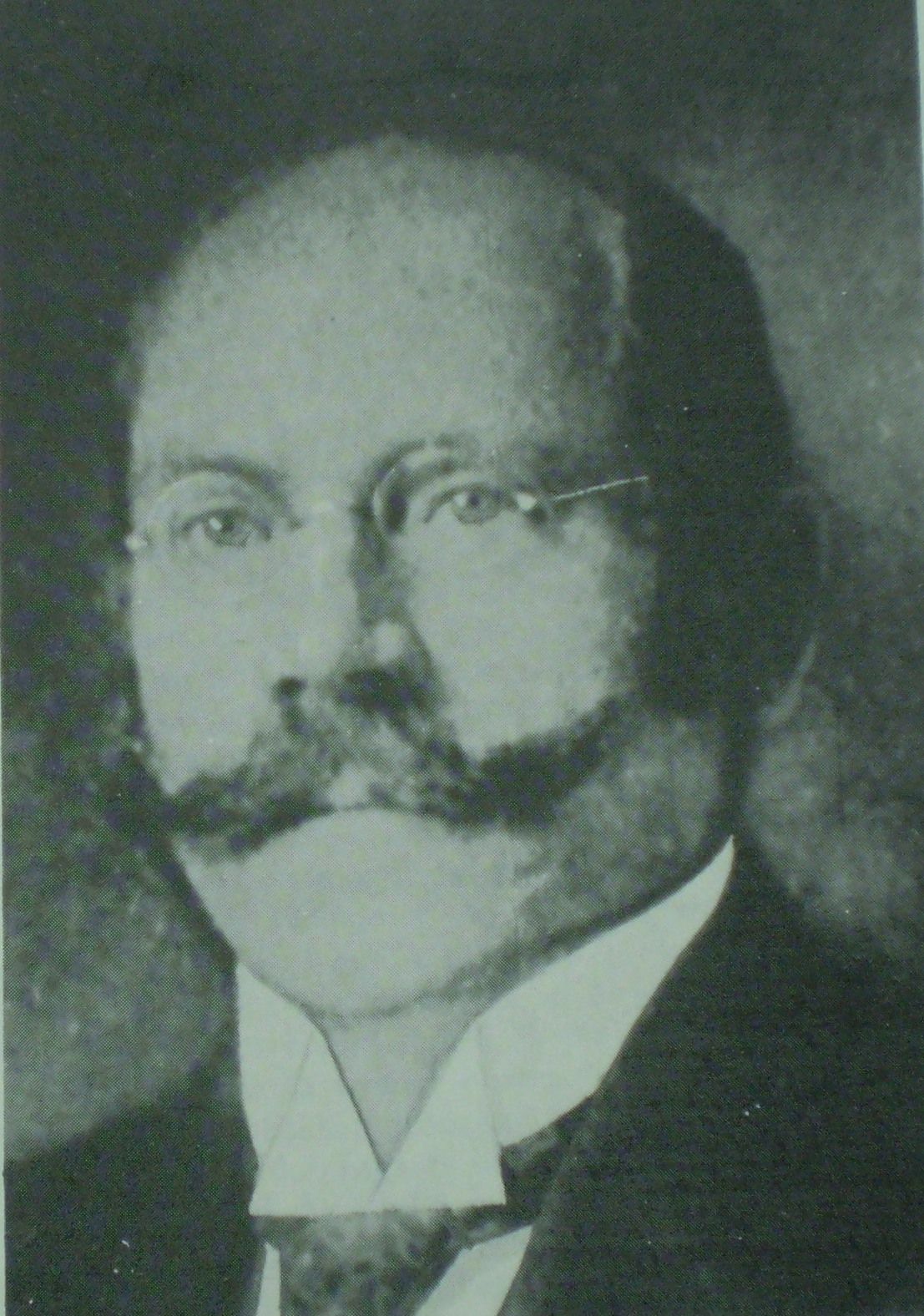
Wilhelm Bodenbender

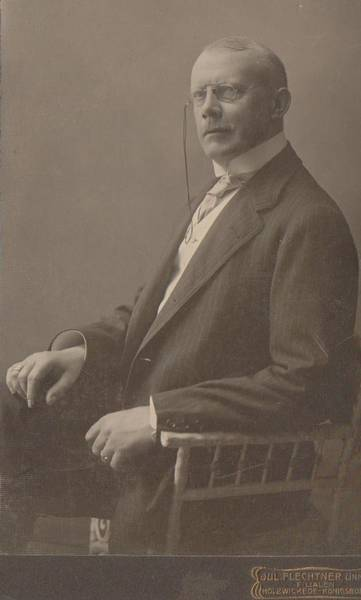
Gustav Clemens Friedrich Carl Ludwig (1863–1929), der letzte Graf der ysenburgischen Speziallinie Ysenburg-Büdingen-Meerholz

- Hieronymus Maximilian von Günderrode (1730–1777), Geheimrat und Kammerpräsident unter dem Fürsten Wilhelm Heinrich von Nassau-Saarbrücken.
- Wilhelm Bodenbender, geb. 2. Juli 1857 Meerholz, verst. 20. April 1941 Córdoba/Argentinien, Mineraloge/Geologe, Sohn des gräflich Ysenburger Obergärtners in Meerholz Johannes Bodenbender (1801–1866). Er untersuchte vor allem die Gebirge der Provinz Córdoba und der Provinz La Rioja in Argentinien.
- Gustav zu Ysenburg und Büdingen-Meerholz, geb. 18. Februar 1863 in Meerholz, verst. 28. April 1929 in Meerholz, Abgeordneter des Provinziallandtages der preußischen Provinz Hesse-Nassau und des preußischen Herrenhauses sowie als Standesherr Mitglied der Ersten Kammer der Landstände des Großherzogtums Hessen.
- Karl Frieß (* 24. Januar 1845 in Meerholz; † 27. Januar 1931 in Kassel) war Jurist und Mitglied des Deutschen Reichstags.
- Hans Kreutzer (22. Dezember 1936 – 18. November 2021), Ingenieur, Heimat- und Geschichtsforscher, zahlreiche archäologische Funde, die bis in die Keltenzeit zurückreichen, gehen ebenso auf ihn zurück, wie die zugehörigen Publikationen[28]

### Mit der Gemeinde verbundene Personen

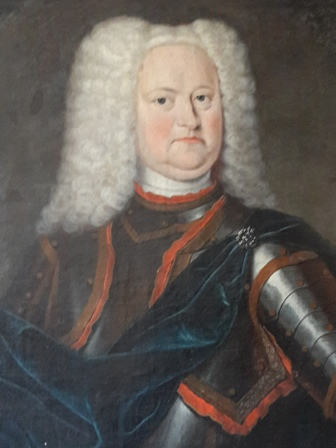
Graf Georg Albrecht, Gründer des Hauses Ysenburg-Büdingen-Meerholz

- Georg Albrecht Graf von Ysenburg und Büdingen in Meerholz (* 1. Mai 1664 in Büdingen; † 11. Februar 1724 in Meerholz) ist Gründer des Hauses Ysenburg-Büdingen-Meerholz, verheiratet  mit Amalie Henriette zu Sayn-Wittgenstein-Berleburg. Beide sind in der Schlosskirche Meerholz beigesetzt worden.
- Johannes Bodenbender (* 1801 in Kassel – † 1866 in Hailer) Gartenplaner und gräflich Ysenburger Obergärtner; Gestalter der Parkanlage Meerholz, des Schlossparks Wächtersbach und vieler weiterer herrschaftlicher Parkanlagen in Hessen.

- Heinrich Mohn (* 10. November 1904 in Mainz; † 3. Februar 2003 in Gelnhausen), Ingenieur, Erfinder und Philanthrop.

## Trivia
In kollektiver Erinnerung und auch in Fotos erhalten ist das Hochzeitsereignis in Schloss Meerholz am 14. Oktober 1906. Es heirateten Gräfin  Ortrud von Isenburg-Büdingen-Meerholz  und Prinz  Albrecht von Schleswig-Holstein-Sonderburg-Glücksburg . Ein Hochzeitsgast war dabei  Kaiser Wilhelm II., der mit der Bahn nach Gelnhausen angereist war.